# Baumgarten (Herrschaft)

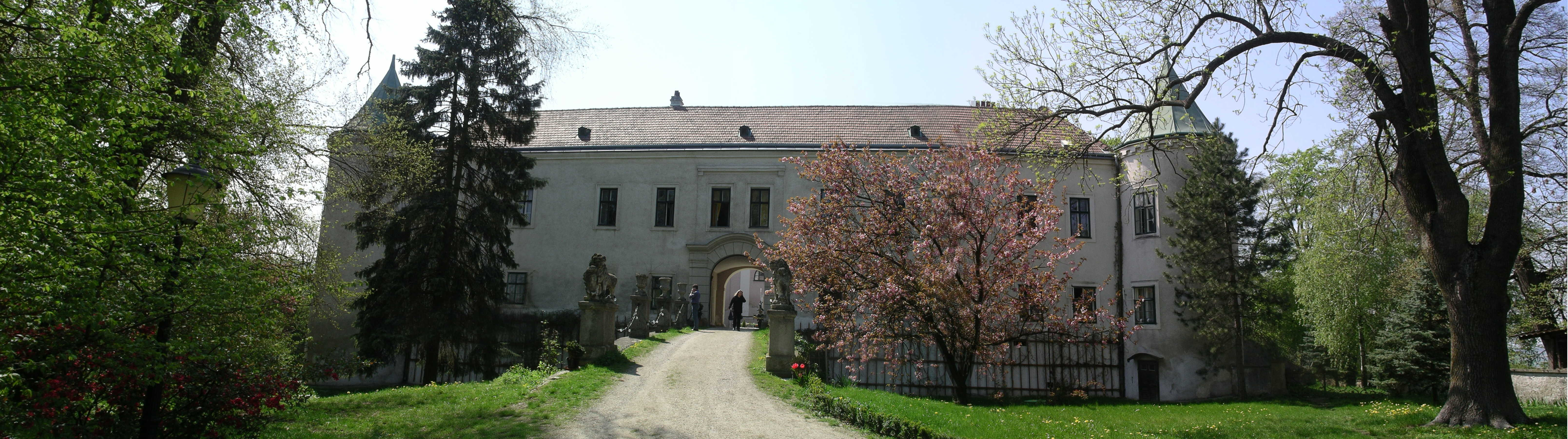
Schloss Baumgarten, Sitz der Verwaltung (2004)

Die Herrschaft Baumgarten war eine Grundherrschaft im Viertel ober dem Wienerwald im Erzherzogtum Österreich unter der Enns, dem heutigen Niederösterreich.

## Ausdehnung
Die Herrschaft umfasste zuletzt die Ortsobrigkeit über Albersberg, Emmersdorf, Gstocket, Hinterholz, Kreith, Kirchstetten, Oberdambach, Ollersbach, Theißel, Unterkühberg, Wasen und Wöllersdorf. Der Sitz der Verwaltung befand sich im Schloss Baumgarten.

## Geschichte
Letzter Inhaber der Allodialherrschaft war der Kämmerer Markus Graf Bussy. Nach den Reformen 1848/1849 wurde die Herrschaft aufgelöst.